# Domingos Mesquita
Domingos Canossa Caldeira Mesquita (* 29. Januar) ist ein Politiker aus Osttimor. Er ist Mitglied der Partido Unidade Nacional (PUN).
Bis 2007 studierte Mesquita an der Universidade Nasionál Timór Lorosa'e (UNTL). Davor war er unter Sukehiro Hasegawa Programmassistent des Entwicklungsprogramms der Vereinten Nationen (UNDP), später Programmbeamter beim Kapitalentwicklungsfonds der Vereinten Nationen (UNCDF).
Dann rückte er für den ausgeschiedenen PUN-Abgeordneten José dos Reis Francisco Abel in das Nationalparlament Osttimors nach, wurde aber von 2008 bis Anfang 2009 von João Maia da Conceicão vertreten. Parallel studierte Mesquita im australischen Adelaide.
Mesquita blieb bis zu den Neuwahlen 2012 im Parlament und war Mitglied der Kommission für Beseitigung der Armut, ländliche und regionale Entwicklung und Gleichstellung der Geschlechter (Kommission F). Er kandidierte auf der Parteiliste auf Platz 10, aber die PUN scheiterte an der Drei-Prozent-Hürde, so dass Mesquita seinen Sitz verlor.
Nach seinem Ausscheiden erhielt er eine Anstellung bei der Umweltbehörde.